# SSOT
SSOT (Sistema Satelital para la Observacion de la Tierra)は2011年に打ち上げられたチリの地球観測衛星。FASat-Alfa（1995年）およびFASat-Bravo（1998年）に続くチリの3番目の人工衛星であることからFASat-Charlieの別名もある。

## 概要
SSOTはチリが保有した初の地球観測衛星であり、重量117kgの小型衛星としては分解能1.45mという高解像度の光学センサーを搭載している。チリ空軍によって運用され、農林業・資源開発・都市計画・災害対策などの民間向け用途のほか、国防分野の情報収集や麻薬密売対策としての国境監視まで多方面に活用される。SSOTの製造は2008年7月にEADS アストリアムが受注した。この7,200万ドルの契約には首都サンティアゴに置かれる衛星運用施設の建設と、技術習得のためフランスのトゥールーズ宇宙センターへチリの技術者20名を派遣することも含まれている。
打ち上げは2011年12月17日にソユーズ2.1aロケットによってギアナ宇宙センターから行われた。同じロケットで打ち上げれたSSOTを含む6基の小型衛星は全てEADSアストリウム社製であり、うちSSOTと4基の軍用衛星ELISAには同社のMYRIADEバスを元に製造されている。

## 観測機器
- マルチバンドイメージャ NAOMI (New AstroSat Optical Modular Instrument)

可視光線から近赤外にわたる4波長で観測を行うマルチバンドイメージャ。パンクロマティックで1.45m、マルチスペクトルで5.8mの地上解像度を持ち、観測幅は10.15km。集光部は口径20cmの反射望遠鏡であり3つの非球面鏡からなるコルシュ光学系を採用している。特定の対象を注視する場合などは鉛直下方を中心に衛星自体を30度まで傾けて撮影を行う。同型の光学センサーはアルジェリアのAlSAT-2AやベトナムのVNREDSat-1Aにも採用されている。